# Het water des levens
Het water des levens of Het levenswater is een sprookje uit Kinder- und Hausmärchen, de verzameling van de gebroeders Grimm, met als nummer KHM97. De oorspronkelijke naam is Das Wasser des Lebens.

## Verhaal
Een koning is ziek en zijn drie zonen huilen in de paleistuin. Een oude man vraagt waarom ze zo verdrietig zijn en ze vertellen dat hun vader gaat sterven. De man vertelt over het levenswater, dat de koning genezen kan. De oudste zoon gaat naar zijn vader en wil het levenswater zoeken, hij wil de lieveling van zijn vader worden en zo het rijk erven. Hij ontmoet een dwerg en deze vraagt waar hij heen gaat. De man antwoordt dat de dwerg dit niet hoeft te weten en het mannetje roept een verwensing na. De prins komt bij een bergkloof en kan niet meer verder en zijn paard kan niet keren. De tweede zoon gaat ook op zoek naar het levenswater en denkt dat het rijk voor hem is als zijn broer gestorven is. Ook de tweede zoon komt de dwerg tegen en hij zegt dat de dwerg niet hoeft te weten waar hij naartoe gaat. De prins komt ook in de bergkloof terecht en kan niet meer vooruit of achteruit.
De tweede zoon komt ook niet thuis en de jongste biedt aan om het levenswater te halen. Ook de derde prins komt de dwerg tegen en hij stopt en geeft het mannetje netjes antwoord. Het mannetje beloont de nette manieren en vertelt over een fontein op de binnenplaats van een betoverd kasteel. Met een ijzeren staaf en twee broodjes moet hij driemaal op de ijzeren poort van het kasteel slaan en die gaat dan open. Er zijn twee leeuwen, maar die moet de jongeman een broodje toegooien zodat ze hem niks doen. Hij moet met het levenswater voor de klok twaalf slaat weer buiten zijn, anders zit hij opgesloten. De prins neemt de staaf en twee broodjes aan en gaat verder. Hij komt bij de poort en gooit de leeuwen het brood toe. Dan gaat hij het kasteel binnen en komt in een grote zaal, hij haalt ringen van de vingers van betoverde prinsen en er ligt een zwaard en een brood.
In een kamer staat een mooie jonkvrouw en ze kust hem en vertelt dat hij haar verlost heeft. Het hele rijk is voor hem en hij moet over een jaar terugkomen, zodat de bruiloft kan worden gevierd. Hij rust wat uit en als hij wakker wordt, slaat de klok kwart voor twaalf. Hij rent naar de fontein en pakt de beker die er naast staat. Met wat water rent hij naar de poort, maar die slaat dicht als de klok twaalf slaat en een stuk van zijn hiel blijft achter. Met het levenswater komt hij langs de dwerg en die vertelt dat het zwaard en het brood erg belangrijk zijn. Het brood raakt nooit op en met het zwaard wordt iedereen verslagen. De prins vraagt waar zijn broers zijn en de dwerg laat hen met tegenzin vrij als de jongen dit vraagt, maar waarschuwt hem wel voor zijn slechte broers. Hij vertelt zijn broers wat er is gebeurd en ze komen in een land waar honger heerst. De prins geeft de koning zijn brood en de bevolking wordt gevoed en met het zwaard wordt de vijand verslagen.
In twee andere landen gebeurt dit ook en er is vrede en de mensen hebben genoeg te eten. Ze gaan met een schip de zee over en de oudste broers gieten het levenswater uit de beker en houden dit zelf. De beker vullen ze met zeewater en de koning wordt nog zieker dan hij al was. De oudste broers beschuldigen de jongste en geven hem het echte levenswater. De koning geneest en de oudste broers lachen de jongste uit. De oude koning laat een vonnis uitspreken over de jongste zoon en hij moet worden doodgeschoten. De prins gaat op jacht en de jager laat hem ontsnappen. Ze ruilen hun kleding en de prins gaat het bos in. Er komen drie wagens vol met goud en edelstenen, het is de beloning voor de hulp onderweg. De koning beseft dat hij misschien een fout heeft gemaakt en de jager vertelt dat de jongste zoon nog in leven is. De zoon wordt weer in genade aangenomen en dit nieuws verspreidt zich over het land.
De koningsdochter laat een gouden weg aanleggen en degene die over het midden naar haar toe zal komen, zal de ware zijn. Degene die naast de weg komt aanrijden, mag niet binnen gelaten worden. Als het jaar bijna om is, trekt de oudste broer naar het paleis en ziet de mooie gouden weg. Hij vindt het zonde om hier overheen te rijden en laat zijn paard rechts naast het pad lopen. De dienaren laten hem niet binnen en de tweede broer probeert het ook. Ook de tweede broer rijdt naast het pad en hij loopt links naast het pad, maar de dienaren laten ook hem niet binnen. De derde broer gaat vanuit het bos naar het paleis en hij loopt over de gouden weg, maar ziet deze niet omdat hij aan zijn liefste denkt. Hij rijdt midden over de weg en de poort wordt geopend. De koningsdochter is gelukkig en de bruiloft wordt gevierd, ze vertelt de prins dat zijn vader hem heeft ontboden en hij vertelt over de daden van zijn oudere broers. De oude koning wil zijn oudste zonen straffen, maar zij hadden zelf het zeegat al gekozen en zijn nooit teruggekomen.

## Achtergronden bij het verhaal
- Het sprookje is samengesteld uit twee sprookjes en komt uit Hessen en Paderborn.
- Naast het water speelt ook het brood een grote rol. Het brood dat de leeuwen temt en het brood dat niet opraakt kan ook gezien worden als het brood des levens.
- De staf is een oud symbool van macht, op oude afbeeldingen draagt de farao al een staf (2800 v. Chr.). Denk ook aan de staf van Mozes, de Caduceus, de thyrsus, de toverstaf, de kromstaf of bisschopsstaf.
- In middeleeuwse ridderromans is het motief van een mens, verzonken in liefdesgedachten, die niet merkt over een gouden weg te rijden zeer geliefd.
- Het rijden over de gouden straat kan ook gezien worden als het volgen van de "rechte" weg, de weg van de wijsheid.
- Ook Dorothy en haar vrienden volgen een gouden weg in De tovenaar van Oz.
- Het levenswater komt in veel verhalen voor, de fontein des levens of fons vivus is een oudtestamentisch symbool. Zie ook Elixer, Qi, Eau de vie, Aquavit, Usquebaugh. Baba Jaga zou de beschermster van het levenswater zijn. Ook in de film Dune, Het spook van Bommelstein en Pirates of the Caribbean: At World's End komt levenswater voor.
- Het kleine, grijze of oude mannetje treedt vaak op als helper van de mens, maar kan ook boosaardig zijn. Denk ook aan een kabouter, dwerg, gnoom, trol of onderaardse geest. Zie hiervoor ook De drie mannetjes in het bos (KHM13), Het zingende botje (KHM28), De kabouters (KHM39), Repelsteeltje (KHM55), De bijenkoningin (KHM62), De gouden gans (KHM64), Het aardmanneke (KHM91), De geest in de fles (KHM99), De jood in de doornstruik (KHM110), Vogel Grijp (KHM165), Sterke Hans (KHM166) en De geschenken van het kleine volkje (KHM182).
- Ook in De draak met de zeven koppen bewaakt een leeuw een talisman en wordt een vogel gevangen.
- Ook in Aregnazan of de magische wereld en De keerzijde van het vuur komt het water des levens voor.